# Deux récits de guerre
Deux récits de guerre est un recueil publié en français en 2000 qui rassemble deux récits écrits en 1998 par l'écrivain russe Alexandre Soljenitsyne. Il narre deux épisodes de la Seconde Guerre mondiale, l'un en Prusse orientale, l'autre en Russie centrale, auxquels l'écrivain, alors officier d'artillerie, participa.

## Contenu
- Au hameau de Jeliabouga (Zelâbugskie vyselki) commence en 1995 lorqu'un ancien soldat  retourne sur le terrain où cinquante-deux ans plus tôt, responsable d'une batterie de "repérage par le son", il a participé à l’offensive de Neroutchi.
- Adlig Schwenkitten (Adlig Svenkitten) se déroule pendant la journée du 26 janvier 1945, alors que la Prusse orientale est coupée du reste de l'Allemagne.

## Éditions françaises
- Deux récits de guerre, traduit par Nikita Struve (ru), Paris, Fayard, 2000 ; réédition, Paris, Librairie générale française,  « Le Livre de poche » no 15407, 2003, 222 pages.